# Kløvermarkens Forenede Boldklubber
Kløvermarkens Forenede Boldklubber (eller KFB, Kløvermarken FB) er en københavnsk idrætsforening på det nordlige Amager i København, som træner og afvikler sine hjemmebanekampe på Kløvermarkens Idrætsanlæg, hvor klubben ligeledes har sit klubhus ud mod Kløvermarksvej. KFB er kendt for sit forholdsvis store fremmøde med tilskuere til kampene på Kløvermarken og har ydermere en fanfraktion tilknyttet med navnet KFB Support. 
Klubben lejede sig indtil den 1. april 2000 ind i lokaler på Strandlodsvej få hundrede meter fra Kløvermarken, men de blev opsagt. KFB etablerede så et nyt værested på selve Kløvermarken i samarbejde med Københavns Idrætsanlæg, som stillede jord til rådighed. I 2012 gik KFB i gang med at renovere klubhuset et rum større, samt en bedre terrasse ude foran klubhuset.
I 19/20-sæsonen spiller KFBs bedste herre fodboldhold i Serie 2 under DBU-København, mens andetholdet spiller i Serie 4. KFB's damehold som kun består af et enkelt fodboldhold holder til i Kvindeserie 2. Fodbold er den primære aktivitet, men klubben har endvidere et flag football-hold. Klubbens medlemstal er (pr. 2020) på knap 450.
Klubben spiller sine kampe på græs eller på en af de to kunststofbaner, der er anlagt op ad klubbens klubhus.

## Klubbens historie
Klubben blev stiftet den 1. oktober 1990 ved en sammenslutning af tre foreninger fra Kløvermarken og en fra Amager Fælled: Boldklubben Sylvia (stiftet den 8. april 1900 som Amagers ældste fodboldklub), Boldklubben Standard Kammeraterne (stiftet den 13. juni 1913), Boldklubben Lejerbo (stiftet i 1969) samt Torvebo Boldklub.
Af moderklubberne var Boldklubben Standard den klub, der opnåede den højeste placering i Danmarksturneringen i fodbold. Det var i 1932/33-sæsonen, hvor klubbens seniorhold spillede sig op i den næstbedste række med seks hold (Oprykningsserien, Øst) med en 5. plads som resultat. Ingen af moderklubberne har været i de tre bedste rækker siden.
Boldklubben Sylvia har derimod været en magtfaktor i københavnsk ungdomsfodbold. Boldklubben Sylvias største spiller gennem tiderne var Kresten Bjerre, som debuterede på det danske A-landshold i 1967 mod det ungarske fodboldlandshold og blev anfører i årene omkring 1970. Han tog direkte fra Sylvia til Akademisk Boldklub. Han fik en professionel karriere i hollandske PSV Eindhoven og belgiske Racing White Molenbeek.
Derudover kom idéen til klubbens Bordeaux/blå trøjer fra 90'erne hvor det var det spanske storhold FC Barcelona der dominerede Spanien.
KFB havde nogle gode år i 1990'erne hvor klubben lige var blevet stiftet. Klubben lå dengang det højeste placerett i historien for KFB. De lå i Københavnsserien, som var stort for den lille klub på Amager. Klubben har ikke formået at leve op til 90'erne indtil videre, men tror på, at det nok skal komme en dag.
Klubben var fra 1. juli 2008 til 30. marts 2009 en del af overbygningen FC Amager, der nu er opløst.

## Trofæer
KFB's Lacrossehold blev danmarksmester i 2008 og er derfor det eneste hold ud over Copenhagen Lacrosse, der er blevet danmarksmester.